# Rövershagen
Rövershagen est une commune allemande de l'arrondissement de Rostock, Land de Mecklembourg-Poméranie-Occidentale.

## Géographie
Rövershagen se situe contre Rostock, à 15 km du centre de la ville, au sud de la lande qui la sépare de la mer Baltique.
Les quartiers de Behnkenhagen, Niederhagen, Oberhagen, Purkshof et Schwarzenpfost appartiennent à Rövershagen.
Rövershagen se trouve sur la ligne de Stralsund à Rostock. Son territoire est aussi traversé par la Bundesstraße 105, aussi entre ces deux villes.

## Histoire
La ville de Rostock acquiert les terres de la lande, dont Rövershagen fait partie, le 25 mars 1252 pour 450 marks auprès de Henri III Borwin de Mecklembourg. Le défrichement est fait à l'initiative des frères Röver, Arnold et Eberhard. Rövershagen et son église sont mentionnés en 1305.
Vers la fin de la Seconde Guerre mondiale en 1944, le fabricant d'avions Heinkel installe à Schwarzenpfost un atelier de pièces construit par les prisonniers des camps de concentration et des travailleurs forcés. À Obernhagen, se trouve un petit camp pour trois cents femmes venant de Ravensbrück gardées par des SS derrière des fils barbelées électrifiées. Il y a aussi un camp de prisonniers de guerre de la France et de l'Union soviétique, devenus travailleurs forcés. Huit prisonniers meurent lors d'une évacuation du camp de Schwarzenpfost.
Durant la RDA, l'aérodrome servait pour la Force aérienne de l'armée populaire nationale.
Dans le quartier de Behnkenhagen, a eu lieu de 1999 à 2008, Force Attack, le plus grand festival punk en Allemagne.

## Personnalités liées à la ville
- Fritz Klingenberg (1912-1945), militaire né à Rövershagen.